# Centro Educacional José Augusto
A Escola Estadual em Tempo Integral José Augusto (Anteriormente Centro Educacional José Augusto) é uma escola estadual de ensino médio em tempo integral do estado do Rio Grande do Norte em Caicó. 

## História
Criado através do Decreto – lei nº 2.639 de abril de 1960, sob a denominação de Instituto de Educação de Caicó[carece de fontes?]. Sua construção iniciou-se em junho de 1957, iniciando suas atividades em 04 de abril de 1960. O Instituto fez parte de um projeto do então governador Dinarte Mariz de interiorizar a educação no estado do Rio Grande do Norte, onde fundou duas grandes escolas: o Instituto de Educação de Caicó, atual CEJA e o Instituto de Educação de Mossoró, atual Centro Educacional Jerônimo Rosado. O prédio do instituto foi projetado pelo arquiteto modernista Moacyr Gomes da Costa.[carece de fontes?]
Em 2010, o colégio passou por uma reforma orçada em um milhão e seiscentos mil reais, no intuito de melhorar a estrutura física para receber o Programa Brasil Profissionalizado, onde ofertará ensino profissionalizante, tendo assim sua alcunha alterada para "Centro Educacional José Augusto - Educação Básica, Ensino Fundamental, Ensino Médio e Educação Profissional Técnica de Nível Médio" de acordo com o Decreto Nº 21.978, DE 03 DE NOVEMBRO DE 2010.